# Parque Mitre (Corrientes)

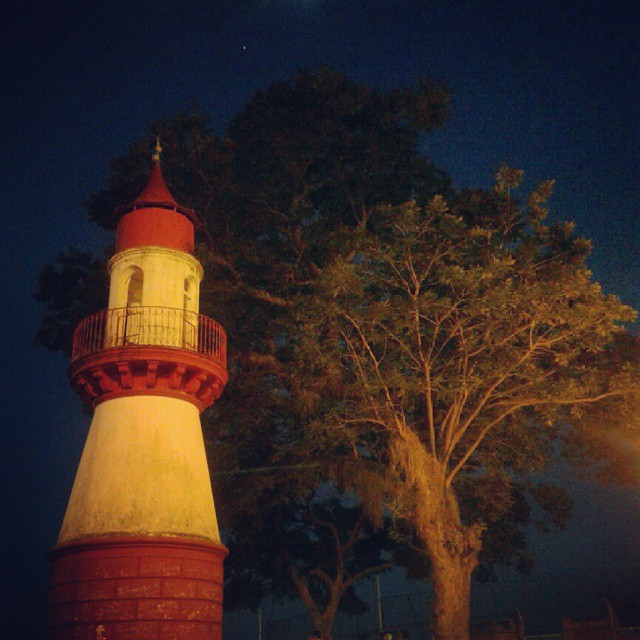
El faro del Parque Mitre.

El Parque Mitre es un parque situado en la Ciudad de Corrientes. Es conocido por su monumento y su faro. También incluye los murales llamados "Combate del puente de la Batería" y "Las Cautivas". En la sección izquierda del parque se pueden localizar los baños públicos y el Higuerón.

## Galería de imágenes
|                   |
| Mural de la mujer |

|                            |
| Mural Ciudad de Corrientes |

|                            |
| Estatua de Bartolomé Mitre |

|                      |
| Monumento Corrientes |

|                    |
| Gomero de la India |